# Alba (distrito)

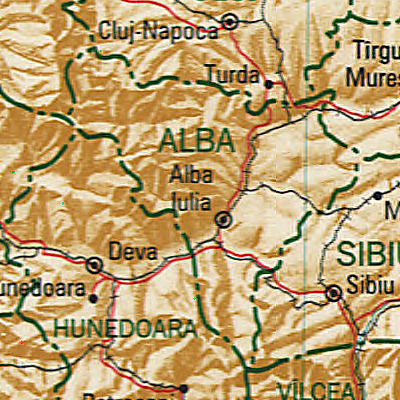
Mapa de Alba

Alba é um judeţ (distrito) da Romênia, na região da Transilvânia. Sua capital é a cidade de Alba Iulia. Tem 6 242 km² de área e em 2002 tinha 382 747 habitantes (densidade: 61,3 hab./km²).
Alba é muito acidentada, 59% de sua superfície está ocupada por montanhas. No noroeste se encontram as montanhas Apuseni, enquanto que no sul se encontra o lado nordeste das montanhas Parâng — montanhas Şureanu e montanhas Cindrel. No leste está o planalto Transilvano com vales largos e profundos. Estes 3 principais elementos estão separados pelo vale do rio Mureş. Os principais rios são o Mureş e seus afluentes, Târnava, Sebeş e Arieş.

### Limites
- Sibiu e Mureş a leste;
- Clu ao norte;
- Bihor e Arad a oeste;
- Hunedoara ao sul.

### Grupos étnicos
- Romenos: 90,4%
- Húngaros: 5,4 %
- Ciganos: 3,7%
- Alemães: menos de 0,3%

### Evolução da população
| \| ano \| população[1] \| \| ---- \| ------------ \| \| 1930 \| 346.582 \| \| 1948 \| 361.062 \| \| 1956 \| 370.800 \| \| 1966 \| 382.786 \| \| 1977 \| 409.634 \| \| 1992 \| 413.919 \| \| 2002 \| 382.747 \| |           |
| ano | população |
| 1930 | 346.582   |
| 1948 | 361.062   |
| 1956 | 370.800   |
| 1966 | 382.786   |
| 1977 | 409.634   |
| 1992 | 413.919   |
| 2002 | 382.747   |

## Economia
As indústrias predominantes em Alba são:
- Indústria alimentícia;
- Indústria têxtil;
- Indústria madeireira;
- Indústria de componentes mecânicos;
- Indústria de papel e materiais de embalagem;
- Indústria química.

Os recursos minerais explorados em Alba são metais (ouro, prata e cobre), sal e materiais de construção: mármore, granito, etc.

## Turismo

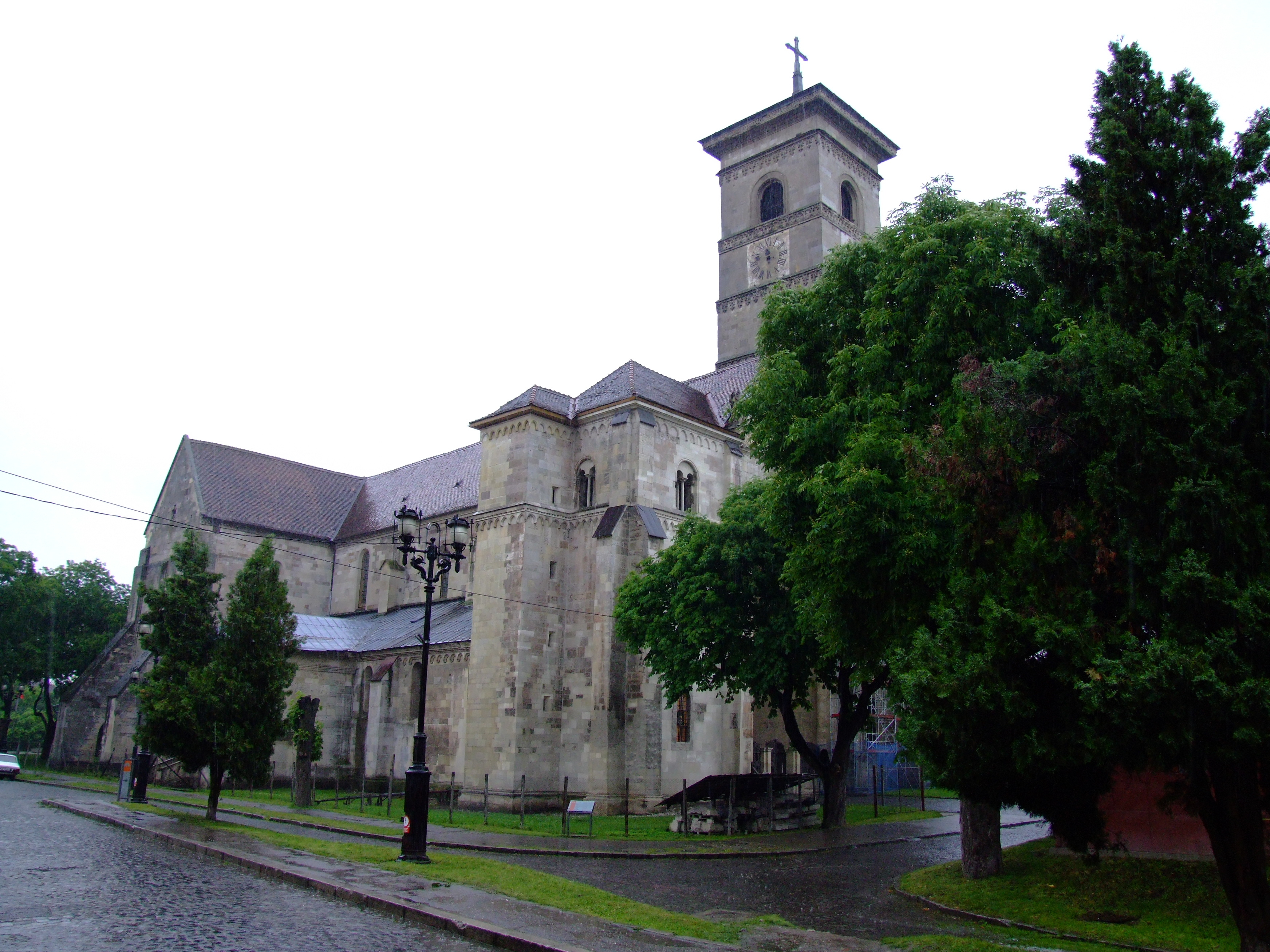
Catedral católica romana, arte românica, século XII, em Alba Iulia

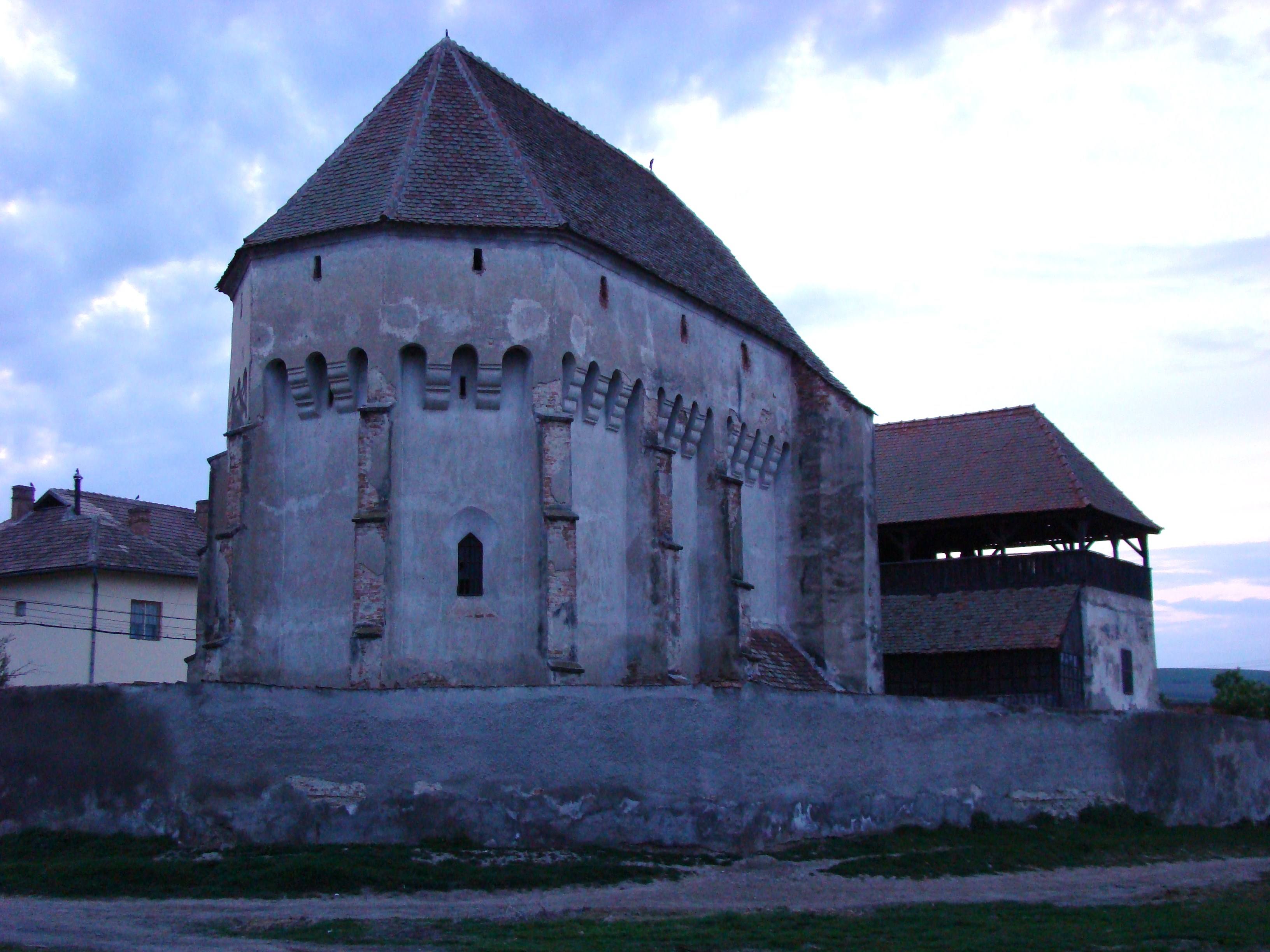
Igreja fortificada de Boz, uma aldeia de a comuna de Doştat

As principais atrações turísticas de Alba são:
- A cidade de Alba Iulia;
- Os montes Apuseni;
- O castelo de Câlnic;
- O castelo de Gârbova;
- A cidade de Sebeş; Sebes - Sua cidade em formato virtual.
- A cidade de Aiud;
- O complexo turístico de Ocna Mureş;
- A arquitetura tradicional de Ţara Moţilor, especialmente as igrejas de madeira do vale do rio Arieş.
- As igrejas fortificadas de as aldeias vizinhas: Bălcaciu (uma aldeia de a comuna de Jidvei), Boz (uma aldeia de a comuna de Doştat), Câlnic (em UNESCO), Cenade, Cricău, Jidvei, Sântimbru, Şona etc.

## Pessoas famosas
- Lucian Blaga

## Divisões administrativas
Alba possui 4 municípios, 7 cidades e 67 comunas.

### Municípios
- Alba Iulia
- Aiud
- Blaj
- Sebeş

### Cidades
- Abrud
- Baia de Arieş
- Câmpeni
- Cugir
- Ocna Mureş
- Teiuş
- Zlatna

### Comunas
| - Albac - Almaşu Mare - Arieşeni - Avram Iancu - Berghin - Bistra - Blandiana - Bucerdea Grânoasă - Bucium - Câlnic - Cenade - Cergău - Ceru-Băcăinţi - Cetatea de Baltă - Ciugud - Ciuruleasa - Crăciunelu de Jos - Cricău | - Cut - Daia Română - Doştat - Fărău - Galda de Jos - Gârbova - Gârda de Sus - Gura Arieșului - Hopârta - Horea - Ighiu - Întregalde - Jidvei - Livezile - Lopadea Nouă - Lunca Mureşului - Lupşa | - Meteş - Mihalţ - Mirăslău - Mogoş - Noşlac - Ocoliş - Ohaba - Pianu - Poiana Vadului - Ponor - Poşaga - Rădeşti - Râmeţ - Rimetea - Roşia de Secaş - Roşia Montană - Sălciua | - Săliştea - Sâncel - Sântimbru - Săsciori - Scărişoara - Şibot - Sohodol - Şona - Şpring - Stremţ - Şugag - Unirea - Vadu Moţilor - Valea Lungă - Vidra - Vinţu de Jos |